# Wild Waterval
Wild Waterval (eerder Canadian River) is een boomstamattractie in het Nederlandse attractiepark Avonturenpark Hellendoorn.
De baan opende in 1982 en werd gebouwd door het toenmalige MACK Rides. Wild Waterval was de eerste boomstamattractie die in Nederland werd gebouwd.
De boten hebben tot vijf zitplaatsen achter elkaar. Om het in en uitstappen te versnellen gebruikt Wild Waterval een dubbel station.
Afbeeldingen
 · Lijst van attracties